# Ангелис, Апостолос
Апостолос Ангелис (греч. Απόστολος Αγγελής; род. 24 июня 1993 года) — греческий лыжник и биатлонист, участник Олимпийских игр в Сочи.

## Карьера биатлониста
С 2009 года регулярно принимает участие в Кубке IBU, где его лучшим результатом является 27-е место в спринте. Принимал участие в трёх чемпионатах мира среди юниоров, лучший результат 53-е место в индивидуальной гонке. Стартовал в чемпионате Европы 2012 года, где был 64-м в индивидуальной гонке и 77-м в спринте.

## Карьера лыжника
В Кубке мира Ангелис никогда не выступал. Регулярно выступает в Балканском кубке, где его лучшим результатом в общем итоговом зачёте стало 17-е место в сезоне 2012/13.
На Олимпийских играх 2014 года в Сочи занял 74-е место в спринте свободным стилем.
За свою карьеру принимал участие в одном чемпионате мира, на чемпионате 2013 года занял 106-е место в гонке на 15 км свободным ходом и 108-е место в спринте.